# تمبرهای بوشهر تحت تصرف بریتانیا

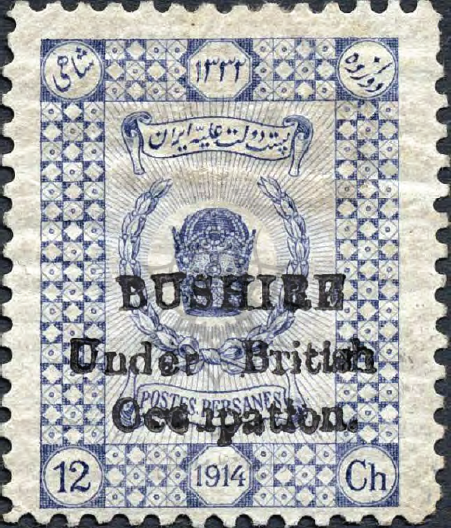
تمبر دوازده شاهی با تصویری از تاج کیانی

تمبرهای بوشهر تحت تصرف بریتانیا، تمبرهای چاپ پست دولت علیّه ایران بودند که نیروهای ارتش بریتانیا پس از اشغال بوشهر (۱۹۱۵) آن‌ها را با مهر بوشهر تحت تصرف بریتانیا (به انگلیسی: BUSHIRE Under British Occupation) صادر کردند. از این سری تمبرها، از ۲۳ مرداد (یک هفته پس از آغاز اشغال) تا ۲۳ مهر ۱۲۹۴ (پایان اشغال)، ۳۰ نوع مختلف در ۳ مرحله صادر شد.